# Andrzej Pękalski
Andrzej Jan Pękalski – polski fizyk, dr hab., profesor zwyczajny Instytutu Fizyki Teoretycznej Wydziału Fizyki i Astronomii Uniwersytetu Wrocławskiego.

## Życiorys
W 1960 ukończył studia  na Uniwersytecie Wrocławskim. Obronił pracę doktorską, następnie uzyskał stopień doktora habilitowanego. 29 listopada 1989 nadano mu tytuł profesora w zakresie nauk fizycznych. 
Piastował funkcję profesora zwyczajnego w Instytucie Fizyki Teoretycznej na Wydziale Fizyki i Astronomii Uniwersytetu Wrocławskiego oraz członka Komitetu Fizyki na III Wydziale Nauk Matematycznych, Fizycznych i Chemicznych Polskiej Akademii Nauk.